# Sebastian Doppenstein
Sebastian Doppenstein (* 1497 in Basel; † 2. April 1570 ebenda) war ein Schweizer Politiker.

## Leben
Sebastian Doppenstein, von Beruf Tuchhändler, gehörte ab 1518 der Schlüsselzunft und ab 1525 der Safranzunft in Basel an, die beide zu den mächtigen Herrenzünften zählten. Ab 1552 nahm er im Kleinen Rat Einsitz. 1560 wurde er zum Oberstzunftmeister und 1564 zum Bürgermeister gewählt. Doppenstein vertrat die Stadt Basel regelmässig an der eidgenössischen Tagsatzung.
Doppenstein war dreimal verheiratet. Sebastian Spörlin war sein Neffe.